# Pentanisia monticola
Pentanisia monticola är en måreväxtart som först beskrevs av Kurt Krause, och fick sitt nu gällande namn av Bernard Verdcourt. Pentanisia monticola ingår i släktet Pentanisia och familjen måreväxter. Inga underarter finns listade i Catalogue of Life.